# Undercover Boss (émission de télévision, 2010)
Pour les articles homonymes, voir Undercover Boss.
Undercover Boss est une émission de téléréalité américaine diffusée depuis le 7 février 2010 sur le réseau CBS. Elle est l'adaptation de l'émission britannique, du même nom, diffusée par Channel 4 à partir de juin 2009 qui est, quant à elle, produite aussi par Studio Lambert. En France, l'émission est diffusée depuis 2015 sur NT1.

## Concept
Chaque épisode représente une personne qui est généralement le PDG d'une entreprise majeure, décider d'aller infiltrer son entreprise comme un employé à l'échelon le plus bas, afin de découvrir les défauts de la société.

## Émissions
| Saison | Saison | Épisodes | Début             | Fin             |
| ------ | ------ | -------- | ----------------- | --------------- |
|        | 01     | 09       | 7 février 2010    | 11 avril 2010   |
|        | 02     | 22       | 26 septembre 2010 | 1er mai 2011    |
|        | 03     | 13       | 15 janvier 2012   | 11 mai 2012     |
|        | 04     | 17       | 2 novembre 2012   | 17 mai 2013     |
|        | 05     | 15       | 27 septembre 2013 | 14 mars 2014    |
|        | 06     | 13       | 14 décembre 2014  | 20 février 2015 |
|        | 07     | N/C      | N/C               | N/C             |

## Épisodes

### Saison 01 (2010)
1. Titre français inconnu (Waste Management)
2. Titre français inconnu (Hooters)
3. Titre français inconnu (7-Eleven)
4. Titre français inconnu (White Castle)
5. Titre français inconnu (Churchill Downs)
6. Titre français inconnu (GSI Commerce)
7. Titre français inconnu (Herschend Family Entertainment)
8. Titre français inconnu (Roto-Rooter)
9. Titre français inconnu (1-800-Flowers)

### Saison 02 (2011)
1. Titre français inconnu (Choice Hotels International)
2. Great Wolf Lodge (Great Wolf Lodge)
3. DirecTV (DirecTV)
4. Frontier Airlines (Frontier Airlines)
5. Nascar (NASCAR)
6. Chiquita Brands International (Chiquita Brands International)
7. Chicago Cubs (Chicago Cubs)
8. Titre français inconnu (Lucky Strike Lanes)
9. Restauration rapide (Subway)
10. ABM Industries (ABM Industries)
11. Johnny Rockets (Johnny Rockets)
12. Bateau de croisière (Norwegian Cruise Line)
13. Titre français inconnu (UniFirst)
14. Rénovation (Belfor)
15. Mack Trucks (Mack Trucks)
16. Cincinnati (City of Cincinnati)
17. United Van Lines (United Van Lines)
18. MGM Grand (MGM Grand)
19. Synagro (Synagro)
20. Baja Fresh (Baja Fresh)
21. BrightStar Care (BrightStar Care)
22. University of California, Riverside (University of California, Riverside)

### Saison 03 (2012)
1. Titre français inconnu (Diamond Resorts International)
2. Titre français inconnu (The Dwyer Group)
3. Titre français inconnu (Kendall-Jackson)
4. Titre français inconnu (Checkers)
5. Titre français inconnu (American Seafoods)
6. Titre français inconnu (Popeyes)
7. Titre français inconnu (Oriental Trading Company)
8. Titre français inconnu (Yankee Candle)
9. Titre français inconnu (TaylorMade Golf Company)
10. Titre français inconnu (Budget Blinds)
11. Titre français inconnu (Philly Pretzel Factory)
12. Titre français inconnu (Fastsigns)
13. Titre français inconnu (MasTec)

### Saison 04 (2013)
1. Titre français inconnu (Modell's Sporting Goods)
2. Titre français inconnu (Tilted Kilt)
3. Titre français inconnu (Cinnabon)
4. Titre français inconnu (Diamond Resorts International)
5. Titre français inconnu (PostNet)
6. Titre français inconnu (Mood Media)
7. Titre français inconnu (Kampgrounds of America)
8. Titre français inconnu (Moe's Southwest Grill)
9. Titre français inconnu (Boston Market)
10. Titre français inconnu (O'Neill)
11. Titre français inconnu (Squaw Valley)
12. Titre français inconnu (Fatburger)
13. Titre français inconnu (ADT)
14. Titre français inconnu (Retro Fitness)
15. Titre français inconnu (Orkin)
16. Titre français inconnu (Epic Employees)
17. Titre français inconnu (Epic Bosses)

## Dérivées
- Les franchises :
  - Royaume-Uni : Undercover Boss (émission de télévision britannique) est l'émission originale produite par Studio Lambert a commencé à être diffusée en juin 2009 sur Channel 4.
  - Australie : créée par Network Ten, le 18 octobre 2010.
  - Canada : créée par W Network le 2 février 2012.
  - Autriche : créée par ORF eins le 16 janvier 2013.
  - France : Patron incognito, créée par Endemol est diffusée sur M6.
  - Allemagne : diffusée sur RTL le 28 mars 2011.
  - Israël :
  - Italie : Boss in incognito (it), créée en janvier 2014 sur La Rai 2 .
  - Norvège : diffusée sur TV2 le 8 mars 2011.
  - Espagne : El jefe infiltrado (es) crée le 11 juin 2011 sur Antena 3 nommé El jefe, mais il a été annulé après 3 épisodes par mauvais chiffres d'audience. Trois ans après, Atresmedia adapte le programme à nouveau, mais cette fois sur laSexta, créé le 3 avril 2014.
- Les futures Undercover Boss : Danemark, la Turquie, la Suède, la Belgique et les Pays-Bas.